# Блант (Південна Дакота)
Блант (англ. Blunt) — місто (англ. city) в США, в окрузі Г'юз штату Південна Дакота. Населення — 342 особи (2020).

## Географія
Блант розташований за координатами 44°30′57″ пн. ш. 99°59′19″ зх. д. / 44.51583° пн. ш. 99.98861° зх. д. (44.515938, -99.988557).  За даними Бюро перепису населення США в 2010 році місто мало площу 1,26 км², уся площа — суходіл.

## Демографія
Згідно з переписом 2010 року, у місті мешкали 354 особи в 150 домогосподарствах у складі 102 родин. Густота населення становила 280 осіб/км².  Було 167 помешкань (132/км²).
Расовий склад населення:
| - 89,3 % — білих - 4,8 % — корінних американців - 2,5 % — чорних або афроамериканців - 0,3 % — азіатів - 1,7 % — осіб інших рас |

До двох чи більше рас належало 1,4 %. Частка іспаномовних становила 4,0 % від усіх жителів.
За віковим діапазоном населення розподілялося таким чином: 23,2 % — особи молодші 18 років, 58,4 % — особи у віці 18—64 років, 18,4 % — особи у віці 65 років та старші. Медіана віку мешканця становила 46,6 року. На 100 осіб жіночої статі у місті припадало 108,2 чоловіків;  на 100 жінок у віці від 18 років та старших — 101,5 чоловіків також старших 18 років.
Середній дохід на одне домашнє господарство  становив 57 694 долари США (медіана — 52 500), а середній дохід на одну сім'ю — 65 478 доларів (медіана — 59 500). За межею бідності перебувало 18,2 % осіб, у тому числі 32,5 % дітей у віці до 18 років та 3,9 % осіб у віці 65 років та старших.
Цивільне працевлаштоване населення становило 140 осіб. Основні галузі зайнятості: публічна адміністрація — 13,6 %, освіта, охорона здоров'я та соціальна допомога — 13,6 %, роздрібна торгівля — 11,4 %, транспорт — 10,7 %.